# Luis de Urquijo
Luis de Urquijo (Madrid, 1899. január 28. – Madrid, 1975. július 7.) spanyol üzletember, 1926 és 1930 között a Real Madrid spanyol labdarúgócsapat elnöke.